# Mar de Somov
El mar de Somov (del ruso: Море Сомова, transliterado como Sodruzhetsva) es un mar marginal del océano Antártico situado al sur del océano Pacífico. Se encuentra al norte de la Tierra de Oates y de la costa de Jorge V en la Antártida Oriental, entre los 150° E y los 170° E, es decir entre el mar de Urville y el mar de Ross. Su límite este es el cabo Adare, a 170° 14' E.
El mar de Somov Sea tiene un área de 1 150 000 km² y alcanza una profundidad de 3000 m.
240 km al norte de la costa están las islas Balleny en el mar de Somov.
El mar de Somov fue nombrado en homenaje al oceanólogo y explorador polar ruso Mijaíl Sómov, quien entre 1955 y 1957 fue el comandante de la primera Expedición Antártica Soviética.